# Никольский фонтан
Нико́льский фонта́н — один из старейших фонтанов Москвы, расположенный во дворе Александринского дворца в Нескучном саду. Автором проекта является скульптор Джованни Витали. Изначально фонтан был установлен на Лубянской площади в 1835 году.

## История
Никольский водоразборный фонтан Мытищинского водопровода начал работу на Лубянской площади в 1835 году. Своё название он получил от Никольских ворот Китай-города. Над оформлением фонтана работал русский скульптор итальянского происхождения Джованни Витали с 1829 по 1835 год. Витали украсил сооружение фигурами четырёх мальчиков, которые поддерживают большую чашу из красного полированного гранита. Они олицетворяют русские реки — Волгу, Днепр, Дон и Неву. 

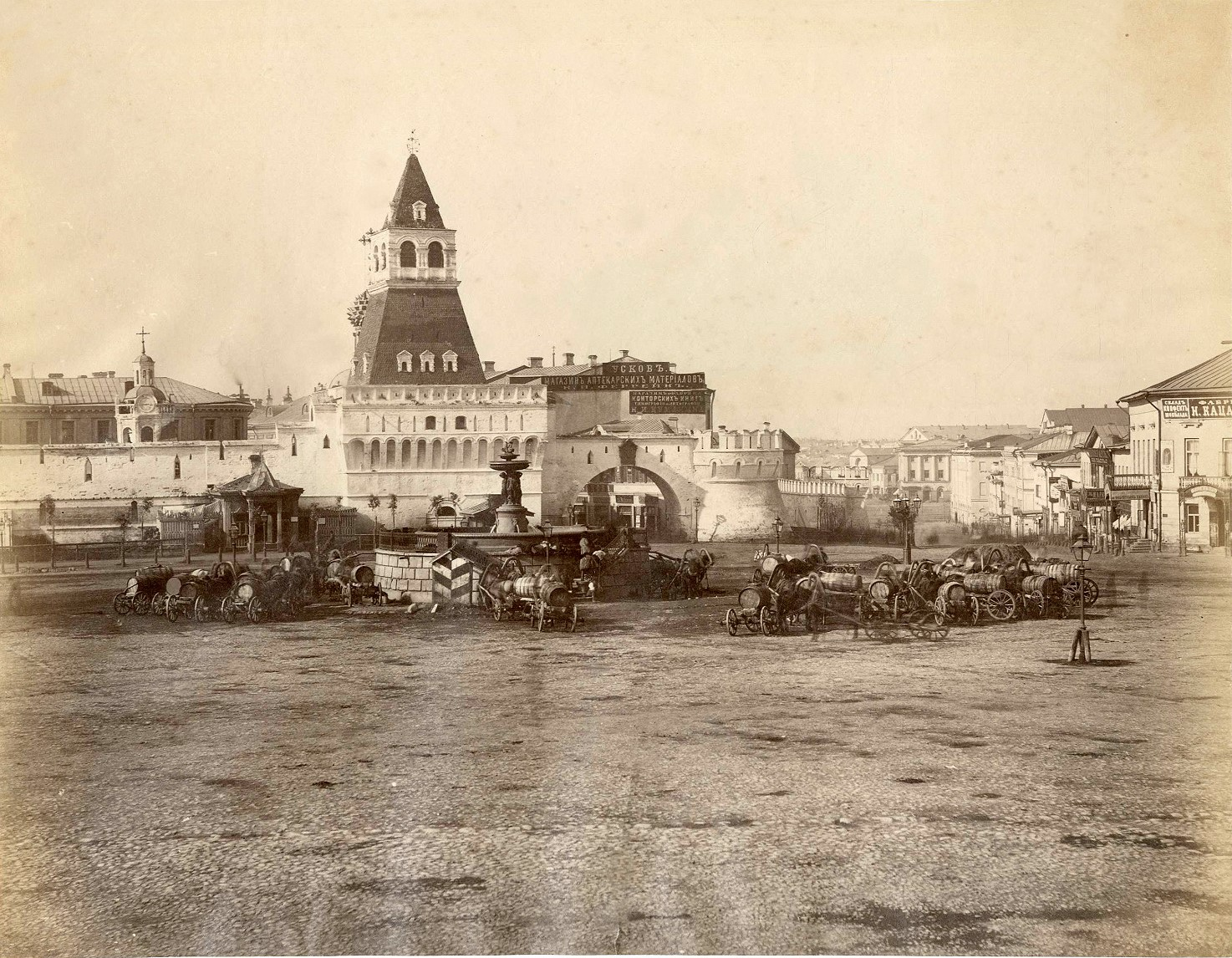
Лубянская площадь с фонтаном для лошадей, 1870-е гг.

Выше находилась малая чаша, под ней располагались фигуры трёх орлов. Вода изливалась в бассейн из скульптурных украшений в виде масок. Внизу постамента была установлена чугунная полукруглая чаша для забора воды. Фонтан доставлял 26,5 тысячи вёдер в сутки. Особой популярностью он пользовался у извозчиков, водовозов и винных откупщиков.
Перед реконструкцией дорожной структуры на Лубянской площади Никольский фонтан в конце 1931 года разобрали и позже в 1934 установили во внутренний двор Александринского дворца в Нескучном саду. Композицию с фонтаном в саду составляют главные въездные ворота. Они были построены во второй половине XIX века со стороны Калужской улицы (современного Ленинского проспекта) архитектором Евграфом Тюриным после реконструкции дворца. Въездная группа выполнена в стиле позднего ампира. Чугунные створки ворот прикреплены на каменные подставки с фигурами мужчин и женщин, которые держат в руках два рога изобилия с фруктами. В ногах одной из пар сидит ребёнок.
Фонтан у здания Президиума РАН работает в рабочие дни в рабочее время с мая по сентябрь. Вода подаётся насосом, работающим от электродвигателя. В 2015 году жителям Москвы предложили проголосовать за возвращение Никольского фонтана на Лубянскую площадь, однако через два года заместитель столичного мэра Пётр Бирюков сообщил, что вернуть сооружение невозможно по техническим причинам.
К 2018 году сохранились бассейн и скульптуры мальчиков. На скульптурах на въезде во дворец появились сколы и трещины, а фонтан покрылся налётом, поэтому в том же году столичный Департамент культурного наследия выдал разрешение на исследование объектов и разработку плана реставрации.

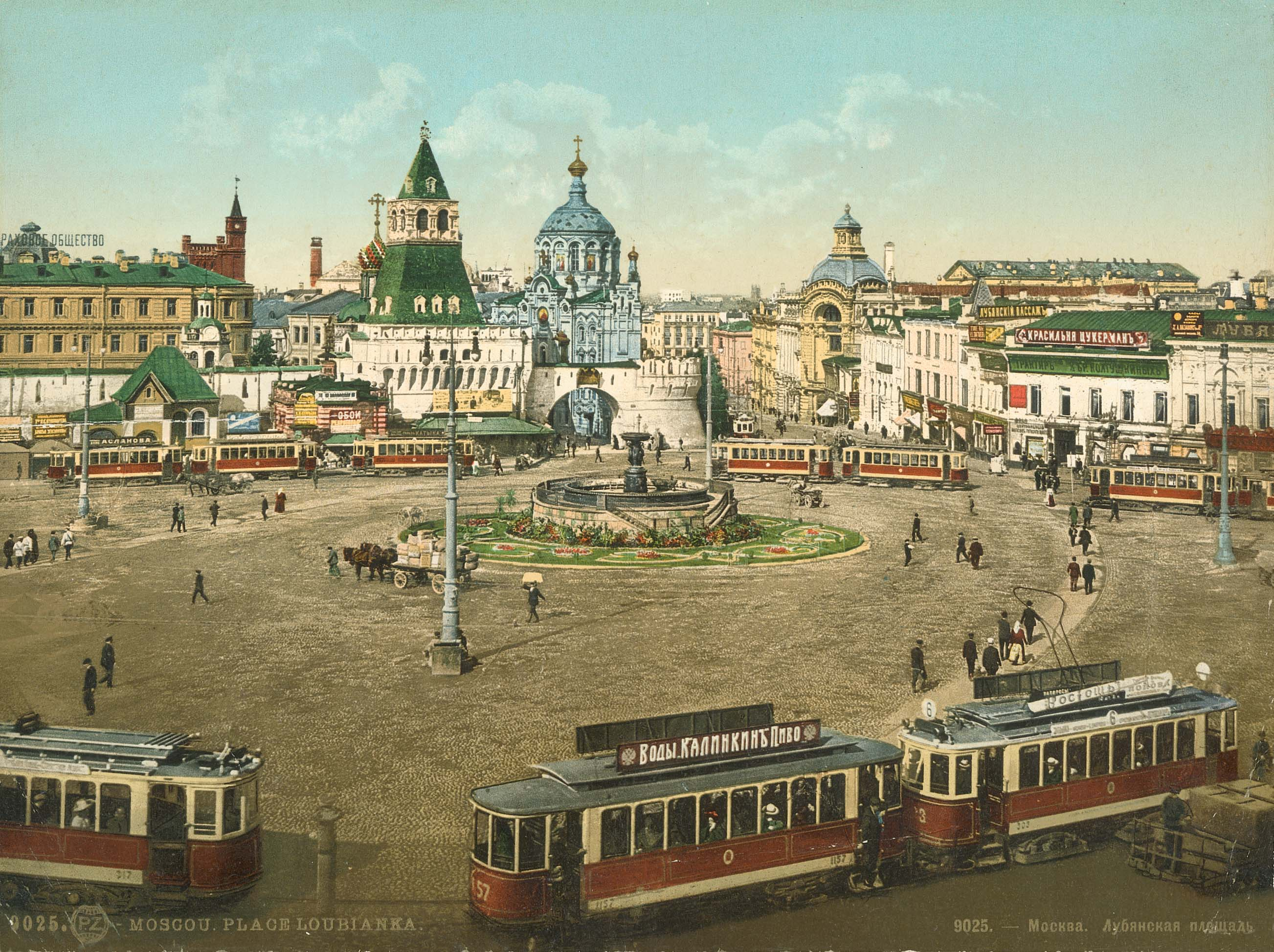
Никольский фонтан на Лубянской площади, начало XX века
Чертёж Никольского и Петровского фонтанов, 1876 год